# Bittacomorphella jonesi
Bittacomorphella jonesi är en tvåvingeart som först beskrevs av Johnson 1905.  Bittacomorphella jonesi ingår i släktet Bittacomorphella och familjen glansmyggor. Inga underarter finns listade i Catalogue of Life.